# Polorovina
Polorovina je část roviny, která vznikne rozdělením roviny jednou přímkou.
Přímka, která rozdělila rovinu, se nazývá hraniční přímka poloroviny. Pro bližší určení poloroviny se v polorovině volí další bod neležící na hraniční přímce, tento bod se nazývá pomocný bod.

## Značení
Polorovinu lze znázornit např. pomocí rovnoběžného promítání, polorovina se zapisuje pomocí hraniční přímky a pomocného bodu se symbolem šipka.
Opačná polorovina k dané polorovině je polorovina, která leží ve stejné rovině, má s danou polorovinou stejnou hraniční přímku, ale opačný směr.

## Vlastnosti
Sjednocením poloroviny a k ní opačné poloroviny je rovina.
Průnik dvou polorovin, jejichž hraniční přímky jsou rovnoběžné, označujeme jako pás určený hraničními přímkami obou polorovin. Vzdálenost obou hraničních přímek je tzv. šířka pásu.